# Othell Wilson
Pour les articles homonymes, voir Wilson.
Coatlen Othell Wilson   , né le 26 octobre 1961 à Alexandria en Virginie, est un joueur américain de basket-ball.
Meneur passé par les Cavaliers de la Virginie, il a été choisi par les Warriors de Golden State au 2e tour (35e au total) de la Draft 1984 de la NBA.
Othell Wilson ne joue que deux saisons en NBA.

## Fait Divers
En avril 2000 alors qu'il est entraineur du Collège Sainte-Marie dans le Maryland, il est acquitté par le tribunal des accusations d'enlèvement et de viol de sa petite amie en septembre 1999,